# دولاب (علي أباد ملك)
دولاب (بالفارسية: دولاب) هي قرية تقع في إيران في قسم علي أباد ملك الريفي.